# João de Castilho Pinto
João de Castilho Pinto (? – 1671) foi um militar e explorador português que participou da expedição dos Sete Capitães.

## Biografia
Era morador da cidade do Rio de Janeiro. Devido aos serviços de guerra prestados contra piratas franceses e invasores holandeses passou a ser considerado um dos chamados "homens bons" da terra e a ter grande prestígio e influência. Em 1627 requereu e recebeu junto com os chamados Sete Capitães as terras da região norte fluminense cuja colonização tinha sido abandonada pelos donatários da Capitania de São Tomé e que estavam pouco povoadas depois das guerras que dizimaram os índios goitacazes.
De 1632 a 1634, liderou com seu genro, Miguel Aires Maldonado, as expedições dos Sete Capitães que exploraram a sesmaria que tinham recebido no norte fluminense. Estas explorações e os vários topônimos que batizaram foram descritos no relato denominado  Roteiro dos Sete Capitães, cujo título original era "Descrição que faz o capitão Miguel Aires Maldonado e o capitão José de Castilho Pinto e seus companheiros dos trabalhos e fadigas das suas vidas, que tiveram nas conquistas da capitania do Rio de Janeiro e São Vicente, com a gentilidade e com os piratas nesta costa".
Em 1635 era vereador da câmara do Rio de Janeiro.
Diz Vivaldo Coaracy em «O Rio de Janeiro no século 17», pg. 85, que era escrivão da Irmandade da Misericórdia, sendo provedor Tomé Correia de Alvarenga, em 1635. Neste ano os frades carmelitas, representados por seu prior Frei Manuel da Natividade, celebraram um acordo com a Irmandade sobre a imagem do Senhor dos Passos, que lhes estava confiada e era guardada em sua igreja. A procissão noturna dos Passos era celebrada com grande pompa nos dias da quaresma, tomando nela parte todas as irmandades e praticamente a população toda da cidade. Pelo acordo, a imagem deveria ficar depositada, de véspera, na igreja da Misericórdia, já então consagrada a Nossa Senhora do Bom Sucesso, para que de lá saísse a procissão - sendo péssimos os caminhos de acesso à matriz, no Morro do Castelo. O acordo foi lavrado sob forma de escritura a 23 de março, nos livros da Misericórdia, a qual exigiu a formalidade para evitar que, em qualquer tempo, os frades do Carmo viessem alegar direito de posse de parte da igreja, como consequência da permanência nela da imagem - «demandistas e turbulentos, não gozavam os carmelitas de boa fama», afirma Coaracy.
João de Castilho Pinto recebeu alvará de foros, escudeiro e cavaleiro fidalgo em 6 de novembro de 1642, pelos serviços prestados à Coroa.

### Atuação política
Como os "homens bons" da terra, foi grande adversário dos Jesuítas que, principalmente, se opunham a escravização dos índios. Viajou em 1642 como procurador da Câmara do Rio de Janeiro para Lisboa e fez petição para levantamento dos bens do governo na cidade, "porque todos os bens do Concelho, terras e datas da dita Câmara estão usurpadas por pessoas poderosas não querendo consentir que se meçam". Aludia indiretamente aos Jesuítas.
Em 7 de janeiro de 1643, um alvará real ordenou ao ouvidor geral do Rio de Janeiro proceder à demarcação, medição e tombo dos bens da Câmara do Rio de Janeiro. Entretanto, o procurador da Fazenda Real opôs-se alegando que o alvará lhe retirava atribuições ao conferir o encargo da medição ao ouvidor geral. O procurador-geral dos Jesuítas também opôs embargos justificando-se ao dizer que João de Castilho Pinto era "muito poderoso e aparentado no Rio de Janeiro, sendo ele e seu genro, Maldonado, notórios inimigos da Companhia, e suspeitos em suas causas". Apesar de tudo, os Jesuítas eram tão poderosos que as determinações reais só foram executadas 24 anos mais tarde. Alegavam os padres que João de Castilho Pinto e seu genro eram notórios inimigos da Companhia de Jesus, e que «assim o tinham mostrado em muitas ocasiões e lhe eram suspeitos em suas causas». Foram entretanto os embarcos desprezados por sentença de 23 de junho, determinando-se a execução do alvará, condenados os embargantes nas custas. Vitoriosa a Câmara, regressou Castilho Pinto ao Rio de Janeiro.» Entretanto, afirma Vivaldo Coaracy (obra citada, página 117) que era tal a influência de que dispunha a Companhia que conseguiu impedir que se desse execução à ordem real, só sendo iniciada a demarcação da sesmaria da Câmara 24 anos mais tarde quando na Ouvidoria se encontrava um magistrado destemido bastante para enfrentar o poderio dos padres.»
Quando o Conselho Ultramarino tomou conhecimento das denúncias contra Salvador Correia de Sá e Benevides, decidiu enviar ao Rio «um magistrado capaz e con alçada» para devassar do procedimento do governador e o rei indicou em 9 de março de 1643 o desembargador Francisco Pinto da Veiga. «Sabedor de semelhante decisão, apressou-se Salvador em correr para Évora,  onde se achava o rei, e aí pôs em movimento todo o seu prestígio, influência e proteção de que gozava junto à Corte e às lábias e manejos em que era fértil» - diz Vivaldo Coaracy na obra citada, página 120.  Pintou-se como vítima da inveja e calúnia dos inimigos entre os quais apontou nominalmente João de Castilho Pinto, emissário da Câmara;  o provedor Domingos Correia e o Provedor de Ausentes João Fagundes, acusando-os de tecedores de enredos. Como prova de favor, o rei confiou a Salvador, dias depois, alta e honrosa nova comissão: deu-lhe patente de general e por alvará o nomeou comandante da Frota de Comércio criada para a defesa das costas brasileiras (a ser substituído em suas ausências por seu tio Duarte Correia Vasqueanes) e, em junho seguinte, administrador das minas de São Paulo e São Vicente, com ordenado de 300 mil réis...
Castilho Pinto foi provedor da Santa Casa de Misericórdia do Rio de Janeiro em 1655 e 1660.

## Família
Era filho de Manuel de Castilho e, ao contrário do que acima se diz, não há certeza de que fosse reinol, ou seja, nascido no Reino.
Sua filha, Bárbara Pinto de Castilho, casou-se em 1633 na cidade do Rio de Janeiro com o viúvo Miguel Aires Maldonado. Após enviuvar, casou-se com o também viúvo José de Barcelos Machado, dono de sete engenhos na ilha do Governador do Rio de Janeiro, o qual continuou a colonização da região norte fluminense iniciada por Miguel Aires Maldonado.